# Idia suffusalis
Idia suffusalis là một loài bướm đêm thuộc họ Noctuidae. Loài này có ở Bắc Mỹ, bao gồm nơi đặc trưng của nó, the Santa Rita Mountains ở tây nam Arizona.